# Абдулла Кутб-шах
Абдулла Кутб-шах (1612 — 21 квітня 1672) — султан Голконди, син султана Мухаммада Кутб-шах. Був поліглотом, шанував поезію та музику.

## Життєпис
Походив з династії Кутб-шахів. Син Мухаммад Кутб-шаха, султана Голконди та його двоюрідної сестри Хайрат-Бахши-бегум. У 1625 році втратив батька. З огляду на малий вік регентшею стала його мати, яка продовжила політику попередників, намагаючись утримувати мир з сусідами й водночас уникати відкритого протистояння з імперією Великих Моголів.
У 1635 році визнав зверхність могольського падишаха Шах Джахана, зобов'язавшись сплачувати тому данину та в хутбі (п'ятничній молитві) згадувати падишаха Великих Моголів. Протягом 1640-х років Абдулла Кутб-шах значно розвиширив свої володіння за рахунок наякств південної Індії, що утворилися в результаті розпаду Віджаянагарської імперії. У 1652 році захоплено місто Веллор з навколишньою областю. Водночас відновив дипломатичні стосунки з Персією, відправляв посольства до Аббаса II.
Втім у 1656 році шахзаде Аурангзеб знову вдерся до Голконди, змусивши султана прийняти більш тяжкі умови: поступився низкою фортець та деякими землями на півночі, видав доньку Падшах-Бібі Сахібу за онука останнього Мухаммед-Султан Мірзу. Оскільки не мав синів, то Аурангзеб з часом мав намір мирно приєднати султанат до Імперії Великих Моголів.
За його правління почався новий етап розробки алмазних копалень, налагодив торговельні відносини з Голландською Ост-Індською компанією. Помер у 1672 році, йому спадкував зять Абуль Хасан Кутб-шах.